# José María Aguirre Larraona
José María (Txema) Aguirre Larraona fue un policía autonómico vasco vecino de Zalla (Vizcaya, España), asesinado el 13 de octubre de 1997 a los 35 años de edad en un atentado que la banda terrorista Euskadi Ta Askatasuna (ETA) pretendía perpetrar en el museo Guggenheim de Bilbao. Estaba casado, era padre de un niño de nueve años y tenía dos hermanos.

## Sucesos

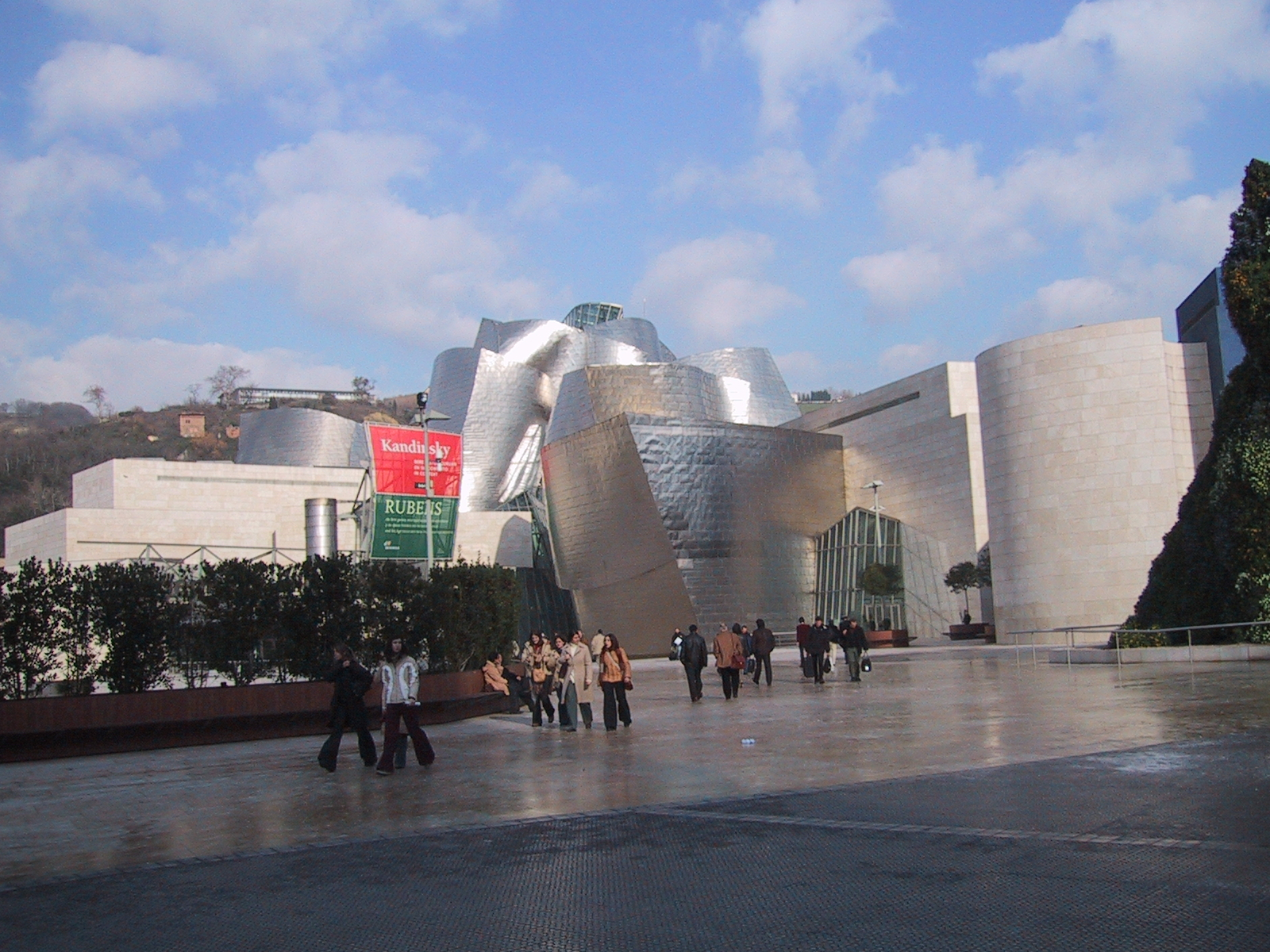
Plaza Ertzaina José María Aguirre.

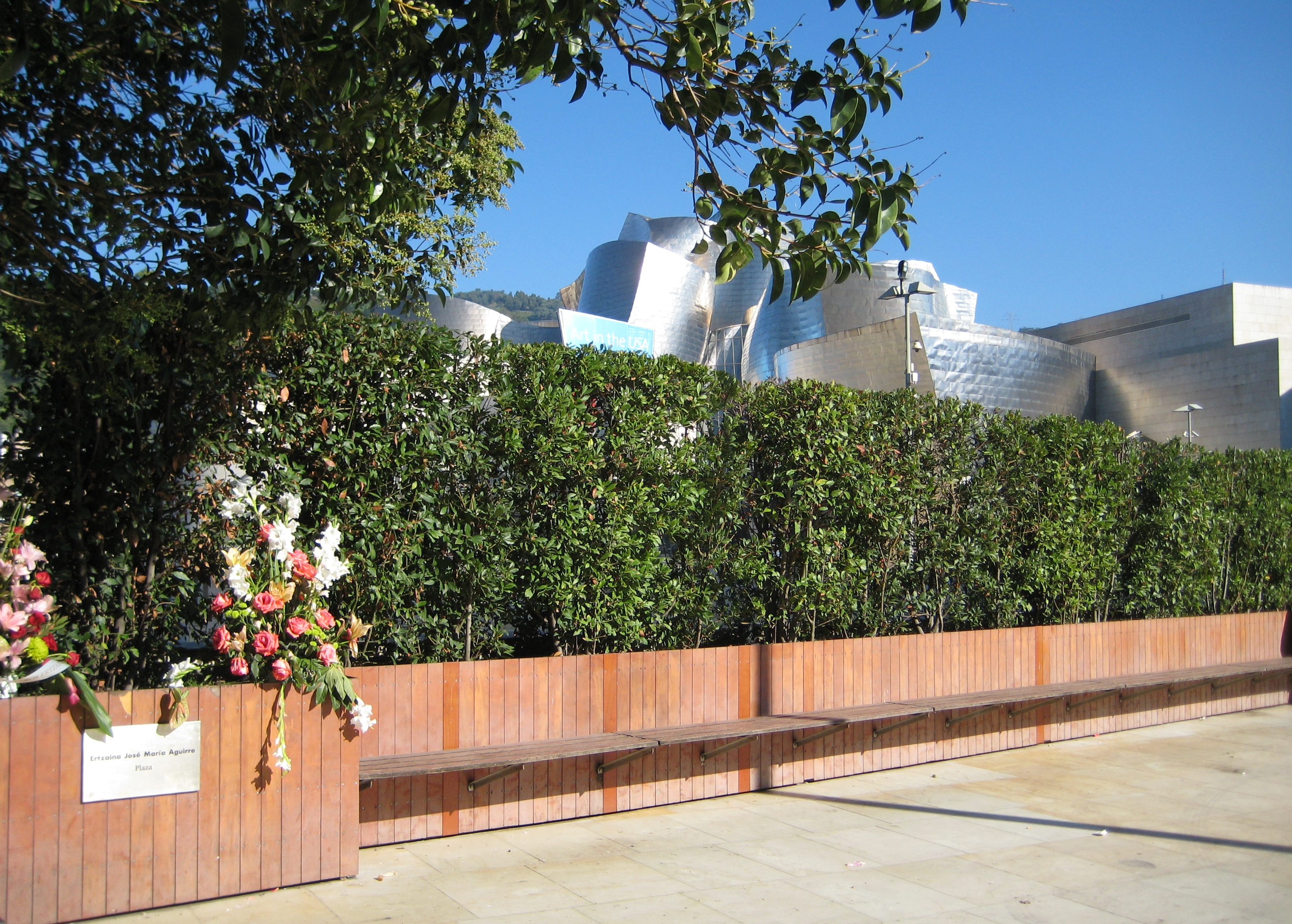
Flores sobre la placa con su nombre.

El agente de la Ertzaintza, en el ejercicio de su deber, custodiaba junto con otros compañeros las inmediaciones del museo días previos a su inauguración, que iba a contar con la presencia del lehendakari del Gobierno Vasco, José Antonio Ardanza, el presidente del Gobierno español, José María Aznar, y el Rey de España, Juan Carlos I.
El agente observó una furgoneta de jardinería sospechosa que pretendía depositar unas macetas con explosivos en las inmediaciones del Museo. Tras comprobar la falsedad de la matrícula del vehículo, el agente se dispuso a identificar a sus ocupantes. En ese instante, un miembro de ETA le disparó a bocajarro provocándole graves heridas, por las que fue llevado al Hospital de Basurto (Bilbao), donde falleció tras varias horas de operación.
Después de los disparos, el presunto autor, Eneko Gogeaskoetxea, se dio a la fuga, pero su presunto compañero del comando Katu de ETA Kepa Arronategi fue detenido por la Policía municipal.
Decenas de miles de personas salieron a la calle en repulsa por el asesinato y en apoyo a la Ertzaintza. Tras la pancarta con el lema "Bakea behar dugu" ("Necesitamos la paz") desfiló Maite Mollinedo, viuda de José María Aguirre, del brazo del alcalde de Zalla.
La plaza de acceso al citado museo lleva el nombre de José María Aguirre, y contiene una placa conmemorativa, pero que no indica las causas de su fallecimiento.  Asimismo, el Ayuntamiento de Zalla ha dedicado a su memoria una plaza céntrica de la localidad encartada.